# Comporta / Galé
Comporta / Galé este o arie protejată (sit de importanță comunitară — SCI) din Portugalia întinsă pe o suprafață de 32.147,77 ha, integral pe uscat.

## Localizare
Centrul sitului Comporta / Galé este situat la coordonatele 38°20′43″N 8°38′32″W / 38.3454°N 8.6423°V.

## Înființare
Situl Comporta / Galé a fost declarat sit de importanță comunitară în iunie 1997 pentru a proteja 16 specii de plante și 36 de specii de animale.

## Biodiversitate
Situată în ecoregiunea mediteraneană, aria protejată conține 34 de habitate naturale: Bancuri de nisip acoperite în permanență slab de apă marină, Terase mlăștinoase și terase nisipoase neacoperite de apă la reflux, Lagune de coastă, Vegetație anuală la limita mareei, Faleze cu vegetație de Limonium spp. endemic de pe coastele mediteraneene, Salicornia și alte specii anuale care populează regiunile mlăștinoase și nisipoase, Pășuni mediteraneene udate de apa mării (Juncetalia maritimi), Tufărișuri halofile mediteraneene și termo-atlantice (Sarcocornetea fruticosi), Tufărișuri halo-nitrofile (Pegano-Salsoletea), Dune mobile cu vegetație embrionară, Dune mobile de-a lungul țărmului cu Ammophila arenaria („dune albe”), Dune de coastă fixe cu vegetație erbacee („dune gri”), Dune fixe decalcificate atlantice (Calluno-Ulicetea), Depresiuni intradunale umede, Dune cu vegetație ierboasă Malcolmietalia, Dune de coastă cu Juniperus spp., Dune cu tufărișuri sclerofile Cisto-Lavenduletalia, Dune împădurite cu Pinus pinea și/sau Pinus pinaster, Vegetație psamofilă uscată cu pășuni deschise de Corynephorus și Agrostis, Ape oligotrofe din câmpii nisipoase, cu un conținut foarte redus de minerale (Littorelletalia uniflorae), Ape stătătoare oligotrofe până la mezotrofe, cu vegetație de Littorelletea uniflorae și/sau de Isoëto-Nanojuncetea, Lacuri eutrofice naturale cu vegetație de tip Magnopotamion sau Hydrocharition, Lacuri și iazuri distrofice naturale, Iazuri temporare mediteraneene, Râuri mediteraneene cu debit permanent cu specii de Paspalo-Agrostidion și galerii riverane de Salix și de Populus alba, Pajiști umede atlantice temperate cu Erica ciliaris și Erica tetralix, Dehesas cu Quercus spp. perene, Pajiști umede mediteraneene cu ierburi înalte de Molinio-Holoschoenion, Mlaștini turboase de tranziție și turbării mișcătoare, Depresiuni pe substraturi de turbă de Rhynchosporion, Păduri mixte riverane de Quercus robur, Ulmus laevis și Ulmus minor, Fraxinus excelsior sau Fraxinus angustifolia, de-a lungul marilor râuri (Ulmenion minoris), Galerii de Salix alba și de Populus alba, Galerii și tufărișuri riverane sudice (Nerio-Tamaricetea și Securinegion tinctoriae), Păduri de Quercus suber.
La baza desemnării sitului se află mai multe specii protejate:
- plante (16): Armeria rouyana, Euphorbia transtagana, Herniaria maritima, Hyacinthoides mauritanica subsp. vincentina, Jonopsidium acaule, Limonium lanceolatum, Linaria ficalhoana, Myosotis lusitanica, Myosotis retusifolia, Ononis hackelii, Rhaponticoides fraylensis, Salix salvifolia subsp. australis, Santolina impressa, caropsis verticillatoinundata (Thorella verticillatinundata), Thymus camphoratus, Thymus carnosus
- păsări (32): lăcar mare (Acrocephalus arundinaceus), lăcar-de-rogoz (Acrocephalus schoenobaenus), lăcar-de-lac (Acrocephalus scirpaceus), pescăruș albastru (Alcedo atthis), stârc roșu (Ardea purpurea), ciuf de câmp (Asio flammeus), caprimulg (Caprimulgus europaeus), Caprimulgus ruficollis, barză albă (Ciconia ciconia), șerpar (Circaetus gallicus), erete de stuf (Circus aeruginosus), erete vânăt (Circus cyaneus), Elanus caeruleus, șoimul rândunelelor (Falco subbuteo), lișiță (Fulica atra), Fulica cristata, acvilă pitică (Hieraaetus pennatus), piciorong (Himantopus himantopus), Hippolais polyglotta, rândunică (Hirundo rustica), stârc pitic (Ixobrychus minutus), grelușel-de-zăvoi (Locustella luscinioides), Locustella naevia, rață cu ciuf (Netta rufina), grangur (Oriolus oriolus), pitulice-fluierătoare (Phylloscopus trochilus), Porzana pusilla, chiră mică (Sterna albifrons), chiră de mare (Sterna sandvicensis), silvie de zăvoi (Sylvia borin), silvie de câmp (Sylvia communis), silvie de tufiș (Sylvia undata)
- amfibieni (1): Discoglossus galganoi
- mamifere (2): liliac cârn (Barbastella barbastellus), vidră de râu (Lutra lutra)
- pești (1): Chondrostoma lusitanicum

Pe lângă speciile protejate, pe teritoriul sitului au mai fost identificate 11 specii de plante, 6 specii de amfibieni, 7 specii de mamifere, 6 specii de reptile.